# Olympische Sommerspiele 2020/Leichtathletik – 4 × 100 m (Männer)
Die 4-mal-100-Meter-Staffel der Männer bei den Olympischen Spielen 2020 in Tokio wurde am 5. August 2021 (Vorläufe) und am 6. August 2021 (Finale) im Nationalstadion ausgetragen.
Olympiasieger wurde die italienische Staffel in der Besetzung Lorenzo Patta, Marcell Jacobs, Fausto Desalu und Filippo Tortu.
Silber gewann Kanada (Aaron Brown, Jerome Blake, Brendon Rodney, Andre De Grasse).
Bronze ging an die Mannschaft der Volksrepublik China mit Tang Xingqiang, Xie Zhenye, Su Bingtian und Wu Zhiqiang.

## Titelträger
| Olympiasieger                         | Jamaika        | 37,27 s | Rio de Janeiro 2016 |
| Weltmeister                           | USA            | 37,10 s | Doha 2019           |
| Europameister                         | Großbritannien | 37,80 s | Berlin 2018         |
| Nord-/Zentralamerika-/Karibik-Meister | Kanada         | 38,57 s | Toronto 2018        |
| Südamerikameister                     | Venezuela      | 39,56 s | Lima 2019           |
| Asienmeister                          | Thailand       | 38,99 s | Doha 2019           |
| Afrikameister                         | Südafrika      | 38,25 s | Asaba 2018          |
| Ozeanienmeister                       | Australien     | 39,36 s | Townsville 2019     |

## Rekorde

### Bestehende Rekorde
| Weltrekord         | Jamaika (Nesta Carter, Michael Frater, Yohan Blake, Usain Bolt) | 36,84 s | Finale OS London, Großbritannien | 11. August 2012 |
| Olympischer Rekord | Jamaika (Nesta Carter, Michael Frater, Yohan Blake, Usain Bolt) | 36,84 s | Finale OS London, Großbritannien | 11. August 2012 |

Der bestehende Olympiarekord, gleichzeitig Weltrekord, wurde bei diesen Spielen nicht erreicht. Im schnellsten Rennen, dem Finale am 6. August, verfehlte die siegreiche Staffel aus Italien mit 37,50 s diesen Rekord um 66 Hundertstelsekunden.

### Rekordegalisierungen / -verbesserungen
Fünfmal wurden Landesrekorde egalisiert oder verbessert:
- 37,95 s (Verbesserung) – Italien (Lorenzo Patta, Marcell Jacobs, Fausto Desalu, Filippo Tortu), zweiter Vorlauf am 5. August
- 38,08 s (Verbesserung)  – Ghana (Sean Safo-Antwi, Benjamin Azamati, Emmanuel Yeboah, Joseph Paul Amoah), zweiter Vorlauf am 5. August
- 38,16 s (Verbesserung) – Dänemark (Simon Hansen, Tazana Kamanga-Dyrbak, Kojo Musah, Frederik Schou-Nielsen), zweiter Vorlauf am 5. August
- 37,50 s (Verbesserung) – Italien (Lorenzo Patta, Marcell Jacobs, Fausto Desalu, Filippo Tortu), Finale am 6. August
- 37,50 s (Egalisierung) – Volksrepublik China (Tang Xingqiang, Xie Zhenye, Su Bingtian, Wu Zhiqiang), Finale am 6. August

## Doping
Der Brite Chijindu Ujah wurde positiv auf SARMS getestet. Die Substanz ähnelt in ihrer Wirkung anabolen und androgenen Steroiden, ihr Einsatz stellt einen Verstoß gegen die Antidopingbestimmungen dar. Neben seinem Resultat über 100 Meter – dort war er im Halbfinale ausgeschieden – wurde auch das mit der 4-mal-100-Meter-Staffel erzielte Ergebnis annulliert. So mussten alle Staffelmitglieder ihre zunächst errungenen Staffelsilbermedaillen zurückgeben.
Benachteiligt wurden vor allem zwei Teams:
- Frankreich – Das Quartett wäre als Vorlauf-Dritter im Finale startberechtigt gewesen.
- Volksrepublik China – Die Staffel erhielt ihre Bronzemedaille erst mit monatelanger Verspätung und konnte nicht an der Siegerehrung teilnehmen.

## Vorrunde
Die Vorrunde wurde in zwei Läufen durchgeführt. Für das Finale qualifizierten sich pro Lauf die ersten drei Staffeln (hellblau unterlegt). Darüber hinaus kamen die zwei Zeitschnellsten, die sogenannten Lucky Loser (hellgrün unterlegt), weiter.

### Lauf 1

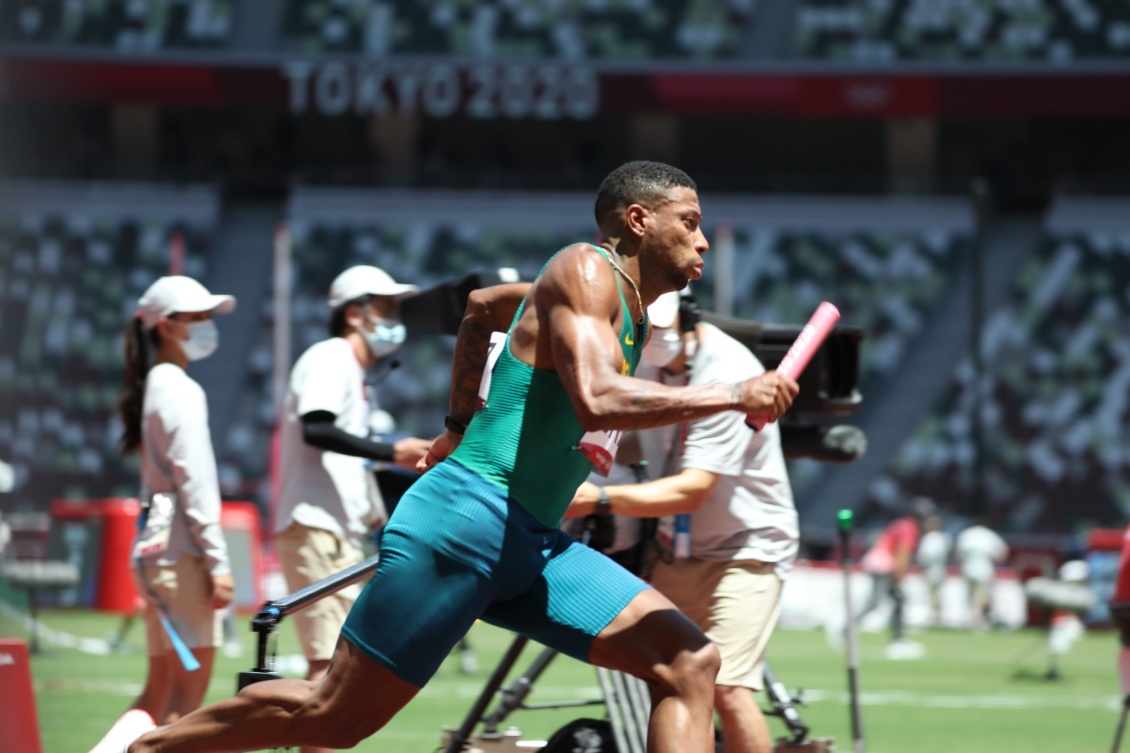
Der brasilianische Startläufer Rodrigo do Nascimento
im ersten Vorlauf

5. August 2021, 11:30 Uhr (04:30 Uhr MESZ)
| Platz | Nation                                                                      | Besetzung                                                                          | Zeit (s) | Anmerkung                                 |
| ----- | --------------------------------------------------------------------------- | ---------------------------------------------------------------------------------- | -------- | ----------------------------------------- |
| 1     | Jamaika                                                                     | Jevaughn Minzie Julian Forte Yohan Blake Oblique Seville                           | 37,82    | WL                                        |
| 2     | Japan                                                                       | Shūhei Tada Ryōta Yamagata Yoshihide Kiryū Yūki Koike                              | 38,16    | SB                                        |
| 3     | Frankreich                                                                  | Mouhamadou Fall Jimmy Vicaut Méba-Mickaël Zézé Ryan Zézé                           | 38,18    | SB eigentlich für das Finale qualifiziert |
| 4     | Brasilien                                                                   | Rodrigo do Nascimento Felipe Bardi dos Santos Derick Silva Paulo André de Oliveira | 38,34    | SB                                        |
| 5     | Trinidad und Tobago                                                         | Kion Benjamin Eric Harrison Jr. Akanni Hislop Richard Thompson                     | 38,63    | SB                                        |
| DNF   | Niederlande                                                                 | Joris van Gool Taymir Burnet Christopher Garia Churandy Martina                    |          |                                           |
| DNF   | Südafrika Clarence Munyai Shaun Maswanganyi Chederick van Wyk Akani Simbine |                                                                                    |          |                                           |
| DOP   | Großbritannien                                                              | Chijindu Ujah Zharnel Hughes Richard Kilty Nethaneel Mitchell-Blake                | 38,02    | für das Finale zugelassen                 |

### Lauf 2
5. August 2021, 11:39 Uhr (04:39 Uhr MESZ)
| Platz | Nation              | Besetzung                                                            | Zeit (s) | Anmerkung                                         |
| ----- | ------------------- | -------------------------------------------------------------------- | -------- | ------------------------------------------------- |
| 1     | Volksrepublik China | Tang Xingqiang Xie Zhenye Su Bingtian Wu Zhiqiang                    | 37,92    | SB                                                |
| 2     | Kanada              | Aaron Brown Jerome Blake Brendon Rodney Andre De Grasse              | 37,92    | SB                                                |
| 3     | Italien             | Lorenzo Patta Marcell Jacobs Fausto Desalu Filippo Tortu             | 37,95    | NR                                                |
| 4     | Deutschland         | Julian Reus Joshua Hartmann Deniz Almas Lucas Ansah-Peprah           | 38,06    | SB                                                |
| 5     | Ghana               | Sean Safo-Antwi Benjamin Azamati Emmanuel Yeboah Joseph Paul Amoah   | 38,08    | NR                                                |
| 6     | USA                 | Trayvon Bromell Fred Kerley Ronnie Baker Cravon Gillespie            | 38,10    | SB                                                |
| 7     | Dänemark            | Simon Hansen Tazana Kamanga-Dyrbak Kojo Musah Frederik Schou-Nielsen | 38,16    | NR                                                |
| DSQ   | Türkei              | Ertan Özkan Jak Ali Harvey Kayhan Özer Ramil Guliyev                 |          | IWR Regel 170, TR24.7 Wechselraum- überschreitung |

## Finale
6. August 2021, 22:50 Uhr (15:50 Uhr MESZ)
| Platz | Nation              | Besetzung                                                           | Zeit (s) | Anmerkung                              |
| ----- | ------------------- | ------------------------------------------------------------------- | -------- | -------------------------------------- |
| 1     | Italien             | Lorenzo Patta Marcell Jacobs Fausto Desalu Filippo Tortu            | 37,50    | WL/NR                                  |
| 2     | Kanada              | Aaron Brown Jerome Blake Brendon Rodney Andre De Grasse             | 37,70    | SB                                     |
| 3     | Volksrepublik China | Tang Xingqiang Xie Zhenye Su Bingtian Wu Zhiqiang                   | 37,79    | NRe                                    |
| 4     | Jamaika             | Jevaughn Minzie Julian Forte Yohan Blake Oblique Seville            | 37,84    |                                        |
| 5     | Deutschland         | Julian Reus Joshua Hartmann Deniz Almas Lucas Ansah-Peprah          | 38,12    |                                        |
| DNF   | Japan               | Shūhei Tada Ryōta Yamagata Yoshihide Kiryū Yūki Koike               |          |                                        |
| DSQ   | Ghana               | Sean Safo-Antwi Benjamin Azamati Emmanuel Yeboah Joseph Paul Amoah  |          | IWR Regel 163, TR17.3.1 Bahnübertreten |
| DOP   | Großbritannien      | Chijindu Ujah Zharnel Hughes Richard Kilty Nethaneel Mitchell-Blake | 37,51    | [ 2 ]                                  |

Im Finale gab es gegenüber den Vorläufen keine Besetzungsänderungen.
Lorenzo Patta startete für Italien überraschend stark in das Rennen. In Führung lag mit Startläufer Chijindu Ujah jedoch das britische Quartett, das nach dem Ausscheiden der USA in der Vorrunde allgemein als Favoritenteam angesehen wurde. 
Auch nach dem zweiten Wechsel führte Großbritannien weiter, nachdem Zharnel Hughes den Stab an Richard Kilty weitergegeben hatte. Der italienische 100-Meter-Olympiasieger Marcell Jacobs war allerdings aufgerückt und in der Kurve kam Eseosa Desalu, der italienische 200-Meter-Meister, zum Einsatz. Kanadas Brendon Rodney, Chinas Su Bingtian und Jamaikas Yohan Blake liefen ebenfalls einen starken dritten Part, die fünf Staffeln aus Großbritannien, Italien, Kanada, China und Jamaika waren noch im Kampf um die Medaillen dabei, als es auf die Zielgerade ging.
Der Brite Nethaneel Mitchell-Blake erhielt den Staffelstab mit einem leichten Vorsprung vor dem Italiener Filippo Tortu und für einen kurzen Moment sah es so aus, als könnte sich Mitchell-Blake als amtierender 200-Meter-Vizeeuropameister durchsetzen. Aber der 9,99-Sprinter Tortu zog mit den letzten Schritten an ihm vorbei und siegte für Italien in 37,50 Sekunden. Das war ein neuer Landesrekord für dieses Team, das vor diesen Spielen noch nie unter 38 Sekunden gelaufen war, und gleichzeitig die zweitschnellste Zeit, die jemals eine europäische Staffel erzielt hatte. Großbritannien gewann nur um eine Hundertstelsekunde geschlagen die Silbermedaille. 37,51 Sekunden waren die schnellste Zeit, die es für eine Silbermedaille bei den Olympischen Spielen je gegeben hatte. Andre De Grasse brachte Kanada in 37,70 Sekunden zur Bronzemedaille. China egalisierte seinen nationalen Rekord von 37,79 Sekunden und wurde Vierter, Jamaika kam in 37,84 Sekunden auf den fünften Platz.
Aber bei diesem Resultat blieb es nicht. Wie im Abschnitt „Doping“ oben beschrieben erwies sich der britische Startläufer Chijindu Ujah als gedopt. Die Staffel aus Großbritannien wurde disqualifiziert. Zunächst blieb die Vergabe der Silbermedaille vakant, doch dann wurde das Resultat korrigiert, die Staffeln ab Rang drei rückten um jeweils einen Platz nach vorn, sodass es Silber für Kanada und Bronze für die Volksrepublik China gab.

## Video
- Men's 4x100m Final, Tokyo Replays, youtube.com, abgerufen am 22. Mai 2022